# Montastruc-de-Salies
Montastruc-de-Salies ist eine französische Gemeinde mit 306 Einwohnern (Stand: 1. Januar 2022) im Département Haute-Garonne in der Region Okzitanien. Sie gehört zum Kanton Bagnères-de-Luchon und zum Arrondissement Saint-Gaudens.
Nachbargemeinden sind Rouède im Nordwesten, Figarol im Norden, Montgaillard-de-Salies im Nordosten, Castelbiague im Osten, Urau und Fougaron im Südosten, Arbas im Süden, Chein-Dessus im Südwesten und Estadens im Westen.

## Bevölkerungsentwicklung
| Jahr                      | 1962 | 1968 | 1975 | 1982 | 1990 | 1999 | 2008 | 2015 | 2016 |
| ------------------------- | ---- | ---- | ---- | ---- | ---- | ---- | ---- | ---- | ---- |
| Einwohner                 | 382  | 375  | 341  | 297  | 285  | 292  | 272  | 259  | 273  |
| Quelle: Cassini und INSEE |      |      |      |      |      |      |      |      |      |